# 東洋學館
东洋学馆是日本在大清上海開設的學校，也是日本在上海以及中國最早開設的學校。该校创办的宗旨是幫日本培养通晓大清的政治、风俗、语言等人才。

## 歷史
1884年8月7日，日本人中江兆民、末广重恭、植木枝盛等人在上海乍浦路23號创办东洋学馆，教授漢語。东洋学馆原打算開設政治经济学、法律学、商法学、理学、哲学五科，但实际上由於东洋学馆不具备专门的教师，课程实际上并未实行。因此东洋学馆开办之初遭到了日本政府以及在上海的日本人的批评。日本駐上海領事向日本政府提出應該停辦。學校不久因經費問題停辦。
同年10月，末广重恭出任东洋学馆馆长，學校搬遷至昆明路8號重新開館，并且校名改为兴亚学馆，11月下旬又改为亚细亚学馆。改建后的学馆只设汉语科和英语科，而汉语的教育内容基本上是四书五经。改建后的学馆得到了日本駐上海领事馆的认可，但仍遭到日本政府的否定。1884年12月末，末广重恭向日本政府提出設立申請。1885年3月19日，文部省认为亚细亚学馆的设立者山本忠礼、馆长末广重恭以前参加過自由民权运动，受到过监禁的处分，因此拒絕了末广重恭的申请。1885年4月9日，陆军大臣大山巖表示反对设立学馆。後來学校因经济危机难以为继，1885年9月3日，亚细亚学馆正式解做。整個学馆開設期間招收的学生只有十几名。